# Dalarnas Tidningar
Dalarnas Tidningar (DT) var ett medieföretag som gav ut tidningarna Falu-Kuriren, Borlänge Tidning, Nya Ludvika Tidning, Mora Tidning och Södra Dalarnes Tidning (samt under kortare perioder några andra tidningar). Det bildades 1987 genom sammanslagning av Falu-Kuriren AB med tidningen Falu-Kuriren och Dalarnes Tidnings- och Boktryckeri AB (DTBAB) som gav ut ett antal andra tidningar i Dalarna.
DTBAB:s tidningar var opolitiska och Falu-Kuriren oberoende liberal, en ordning som behölls. Dalarnas Tidningar hade år 2015 en dagsupplaga på 44 200 exemplar enligt TS. Mellan 2007 och 2019 ägdes Dalarnas Tidningar av Mittmedia som 2019 förvärvades av Bonnier News Local AB. Bonnier News Local valde att avveckla den särskilda samordningen inom DT i steg och år 2022 upphörde den helt.

## Historik

### Bengtssons tidningsägande
Företaget har sin bakgrund i Rudolf Bengtssons övertagande av Falu Kuriren och familjen Bengtssons därpå följande tidningsägande. I mitten på 1970-talet var detta uppdelat på tre företag:
- Falu-Kuriren AB: Falu Kuriren
- Dalarnes Tidnings- och Boktryckeriaktiebolag: Mora Tidning, Södra Dalarnes Tidning, Ludvika Tidning, Säters Tidning och Borlänge Tidning
- Ågren & Holmbergs Boktryckeri AB: Sala Allehanda, Fagersta-Posten och Avesta Tidning

År 1976 bildades Liberala Tidningar KB som köpte Nerikes Allehanda. Ägare var flera regionala tidningar, däribland Falu Kuriren.
År 1981 såldes Sala Allehanda, Fagersta-Posten och Avesta Tidning som gavs ut i norra Västmanland och södra Dalarna. I oktober 1982 uppgick Säters Tidning i Södra Dalarnes Tidning.

### Dalarnas Tidningar bildas 1987
Bolaget Dalarnas Tidningar bildades 1987 genom sammanslagning av Falu-Kuriren AB som gav ut Falu Kuriren med Dalarnes Tidnings- och Boktryckeri AB (DTBAB) som gav ut Borlänge Tidning, Ludvika Tidning, Mora Tidning och Södra Dalarnes Tidning.
År 1993 ersattes Ludvika Tidning av Nya Ludvika Tidning (NLT). DT och Nerikes Allehanda ägde varsin halva av NLT fram till år 2002 när DT blev helägare.
Den 1 september 2003 slogs de fem tidningarna ihop till "en tidning med fem editioner". De gamla namnen behölls, men man lade till "Dalarnas Tidningar" i sidhuvudet.
Inledningsvis behöll företaget separata webbplatser för de olika tidningarna, men år 2007 sammanfogades dessa på adressen dalarnastidningar.se, senare förkortat till dt.se.

### Mittmedia
I april 2007 presenterades en stor affär där Liberala Tidningar/Nerikes Allehanda slogs ihop med VLT AB och bildade Liberala Tidningar i Mellansverige. För Dalarnas Tidningar innebar detta ett steg tillbaka då man sålde sina andelar i Nerikes Allehanda och Hallandsposten och koncentrerade på kärnområdet.
Lennart och Sten Bengtsson valde istället att avsluta familjens mångåriga tidningsägare. I december 2007 meddelades det att Mittmedia köpt Dalarnas Tidningar av Bengtsson Tidnings AB.
År 2015 blev Mittmedia helägare till Promedia, som man tidigare delägde. En följd av detta var att Avesta Tidning skiljdes från de västmanländska tidningar den tidigare samarbetat med (se Ingress Media) för att istället organisatoriskt tillhöra Dalarnas Tidningar. Till skillnad från övriga DT-tidningar hade dock Avesta Tidning fortfarande en egen webbplats.

### Bonnier avvecklar DT
När Bonnier tog över Mittmedia under 2019 valde man att satsa mer på de lokala titlarna. Som ett första steg bröts Avesta Tidning loss från Dalarnas Tidningar och fick en egen chefredaktör. Även de övriga lokaltidningarna i Dalarna skulle få egna chefredaktörer, vilka offentliggjordes i juni 2020. Den 1 januari 2021 flyttades utgivningen från bolaget Dalarnas Tidningar till Bonnier News Local AB.
Den 23 maj 2022 lanserades egna webbplatser för de fem tidningarna och sidan DT.se upphörde. I och med detta upphörde även Dalarnas Tidningar att användas av tidningarna som samlande namn.

## Chefredaktör och ansvarig utgivare
- Christer Gruhs, 1997–2004[19]
- Pär Fagerström, 2004–2010
- Ewa Wirén, 2010[20]–2014
- Carl-Johan Bergman, 2014[21]–2018
- Helena Nyman, 2018[22]–2020

Från 2020 fick alla de prenumererade tidningarna egna chefredaktörer. Nyman kvarstod som ansvarig utgivare för webbplatsen DT.se fram till 2022.